# Michael Hartmann
Michael Hartmann (ur. 11 lipca 1974 w Hennigsdorfie) – były niemiecki piłkarz występujący na pozycji pomocnika.

## Kariera klubowa
Hartmann jako junior grał w klubach Stahl Hennigsdorf, FSV Borgsdorf oraz BSV Brandenburg. W 1992 roku został włączony do pierwszej drużyny BSV Brandenburg, grającej w Oberlidze. W 1994 roku trafił do Herthy Berlin, występującej w 2. Bundeslidze. W 1997 roku awansował z nią do Bundeslidze. Zadebiutował w niej 3 sierpnia 1997 roku w zremisowanym 1:1 pojedynku z Borussią Dortmund. 24 kwietnia 1999 roku w wygranym 4:1 spotkaniu z VfL Bochum strzelił pierwszego gola w Bundeslidze. W 2001 oraz w 2002 roku zdobył z klubem Puchar Ligi Niemieckiej. W Hercie spędził 11 lat.
Na początku 2005 roku Hartmann odszedł do Hansy Rostock, także grającej w Bundeslidze. Pierwszy ligowy mecz zaliczył tam 5 lutego 2005 roku przeciwko FC Schalke 04 (2:2). W tym samym roku spadł z zespołem do 2. Bundesligi. W 2007 roku zakończył karierę.

## Kariera reprezentacyjna
W reprezentacji Niemiec Hartmann zadebiutował 30 kwietnia 2003 roku w wygranym 1:0 towarzyskim meczu z Serbią i Czarnogórą. W drużynie narodowej rozegrał w sumie 4 spotkania, wszystkie w 2003 roku.